# Picabaies emplomallat
El picabaies emplomallat (Paramythia montium) és una espècie d'ocell de la família dels paramítids (Paramythiidae) i única espècie del gènere Paramythia De Vis, 1892.

## Hàbitat i distribució
Habita boscos i vegetació secundària de les muntanyes del centre, est i sud-est de Nova Guinea.

## Taxonomia
Es classifica en dues subespècies:
- P. m. olivacea	Van Oort, 1910, de l'oest de Nova Guinea.
- P. m. montium	De Vis, 1892, de l'est, nord-est i sud-est de Nova Guinea.

Altres autors consideren que es tracta de dues espècies de ple dret:
- picabaies emplomallat oriental[2] (Paramythia montium sensu stricto).
- picabaies emplomallat occidental[3] (Paramythia olivacea).